# Campionato italiano femminile di hockey su ghiaccio 2006-2007
Come per l'anno precedente, il Campionato italiano femminile di hockey su ghiaccio 2006-07 vede sole quattro squadre ai nastri di partenza: l'Eagles Ice Team Bolzano campione in carica, l'Agordo Hockey, l'HC Lario Halloween e l'HC All Stars Piemonte.
Il campionato italiano venne di fatto disputato in un boulevard nelle pause delle coppe europee in cui erano impegnate tre delle quattro compagini (le bolzanine in Coppa Campioni e in EWHL, le agordine in EWHL e le piemontesi nella Coppa delle Alpi Occidentali).

## Prima fase

### Prima giornata
```
19 novembre 
2006

Lario Halloween - Agordo      0-13
25 novembre 
2006

Bolzano - All Stars Piemonte 12-2
```

### Seconda giornata
```
2 dicembre 
2006

Bolzano - Lario Halloween   10-0
3 dicembre 
2006

All Stars Piemonte - Agordo  2-17
```

### Terza giornata
```
10 dicembre 
2006

Bolzano - Agordo                     5-3
16 dicembre 
2006

All Stars Piemonte - Lario Halloween 5-3
```

### Quarta giornata
```
7 gennaio 
2007

Agordo - Bolzano                     5-1
20 gennaio 
2007

Lario Halloween - All Stars Piemonte 0-5 
Sconfitta a tavolino per il Lario Halloween per rinuncia
```

### Quinta giornata
```
14 gennaio 
2007

All Stars Piemonte - Bolzano  0-7
14 gennaio 
2007

Agordo - Lario Halloween     12-3
```

### Sesta giornata
```
21 gennaio 
2007

Lario Halloween - Bolzano    0-5 
Sconfitta a tavolino per il Lario Halloween per rinuncia

3 febbraio 
2007

Agordo - All Stars Piemonte 10-0
```

## Play-off

### Semifinali
Al meglio delle tre gare.
```
Gara 1
 - 4 febbraio 
2007

Bolzano - All Stars Piemonte 12-1
Agordo - Lario Halloween     13-2
```

```
Gara 2
 - 11 febbraio 
2007

All Stars Piemonte - Bolzano 0-11
Lario Halloween - Agordo     0-18
```

### Finali

#### 3º/4º posto
Al meglio delle tre gare.
```
Gara 1
 - 18 febbraio
All Stars Piemonte - Lario Halloween 4-3
```

```
Gara 2
 - 4 marzo
Lario Halloween - All Stars Piemonte 3-2
```

```
Gara 3
 - 7 marzo
All Stars Piemonte - Lario Halloween 3-4
```

#### 1º/2º posto
Al meglio delle tre gare.
```
Gara 1
 - 18 febbraio
Agordo - Bolzano 4-2
```

| Marcatori: | Evelyn Bazzanella (B), | Eleonora Dalprà (A), | Sabrina Viel (A), | Federica Zandegiacomo (A), | Michela Angeloni (B), | Eleonora Dalprà (A) |

```
Gara 2
 - 4 marzo
Bolzano - Agordo 4-3 d.r.
```

| Marcatori: | Waltraud Kaser (B), | Michela Angeloni (B), | Silvia Toffano (A), | Federica Zandegiacomo (A), | Anne Palaoro (B), | Eleonora Dalprà (A) |

```
Gara 3
 - 7 marzo
Agordo - Bolzano 5-3
```

| Marcatori: | Federica Zandegiacomo (A), | Eleonora Dalprà (A), | Katrin Reiner (B), | Eleonora Dalprà (A), |  | Clara Vallazza (A), | Linda De Rocco (A), | Katrin Reiner (B), |
|            | Waltraud Kaser (B)         |                      |                    |                      |  |                     |                     |                    |

L'Agordo Hockey vince il suo ottavo titolo italiano. La squadra veneta rinuncerà a partecipare alla successiva coppa campioni, cui accedono le Eagles Bolzano